# Bluestone Farms
Bluestone Farms är ett stuteri beläget i Pennington i New Jersey i USA. Stuteriet grundades 1997 och är verksamma inom avel och uppfödning av amerikanska travare.
Stjärnhästar som Propulsion (2011), Always B Miki (2011) och Always A Virgin (2004) är födda här.
Stuteriet säljer varje år i början av november sina årlingar på hästauktionen i Harrisburg, som varar i sex dagar och är Nordamerikas största auktion.